# Iolana
Iolana là một chi bướm trong họ Lycaenidae.

## Danh sách loài
- Iolana alfierii Wiltshire, 1948
- Iolana andreasi (Sheljuzhko, 1919)
- Iolana gigantea (Grum-Grshimailo, 1885)
- Iolana iolas (Ochsenheimer, 1816)